# NGC 3493
NGC 3493 (również PGC 33249 lub UGC 6099) – galaktyka spiralna z poprzeczką (SBc), znajdująca się w gwiazdozbiorze Małego Lwa. Odkrył ją John Herschel 24 grudnia 1827 roku.